# 阿南市文化会館
阿南市文化会館（あなんしぶんかかいかん）は、徳島県阿南市富岡町西池田にある、多目的ホールをメインとする文化施設。愛称は夢ホール。

## 沿革
- 1999年05月 - 開館。
- 2017年04月01日 - 指定管理者「夢・コスモホール運営共同事業体」が運営開始[1]。
- 2019年 5月 - 開館20周年を迎えた。

## 施設概要
施設として、ホール棟（最大収容693人のホール）と研修棟からなる複合施設である。
アメリカ合衆国スタインウェイ社製の高級ピアノを含む3台のピアノを所有する。
ホール稼働率は3割程度。
- 休館日
  - 水曜日（その日が休日（国民の祝日に関する法律（昭和23年法律第178号）に規定する休日をいう。）に当たるときは、その日後においてその日に最も近い休日でない日。）
  - 12月29日から翌年の1月3日までの日

- 利用時間
  - 9:00〜22:00
  - 受付時間：9:00〜17:00